# Zaar
Pour les articles homonymes, voir Saya.
Le zaar, aussi appelé saya, est une langue afro-asiatique tchadique parlée au Nigeria.

## Nom
Le nom « saya » provient du nom de la langue en hausa Sáyáncì. Le nom en zaar est vìk Zaar, « langues des Zaar », les locuteurs s’appelant eux-mêmes Zaar, « personne », Zàrsǝ̀ au pluriel ; le terme « saya » étant considéré comme péjoratif.